# Збірна Аруби з футболу
Збі́рна Ару́би з футбо́лу — національна футбольна команда, що представляє Арубу на міжнародних змаганнях з футболу. Приймає своїх суперників на стадіоні «Трінінад» імені Гільєрмо Просперо в Ораньестад. 
Станом на 28 листопада 2024 посідає 195-e місце у рейтингу футбольних збірних світу.

## Участь у чемпіонатах світу
- 1930–1994 — не брала участі
- 1994–2022 — не пройшла кваліфікацію